# Kontaminacja (językoznawstwo)
Kontaminacja (łac. contaminatio – „zetknięcie” albo „splamienie”) – zjawisko słowotwórcze oznaczające połączenie (zmieszanie) dwóch (lub więcej) słów albo wyrażeń, zwykle zbliżonych semantycznie lub leksykalnie.
Można wyróżnić cztery rodzaje kontaminacji:
- frazeologiczne
- morfologiczne (np. przekonywujący zamiast normatywnego „przekonujący” lub „przekonywający”)
- leksykalne (zbitka wyrazów mających wspólne elementy znaczeniowe; np. przymiotnik pstrokaty zbudowany z cząstek przymiotników pstry i srokaty[2])
- składniowe (np. w szeregu wypadkach zamiast „w szeregu wypadków” lub „w wielu wypadkach”)

Do krytykowanych kontaminacji frazeologicznych należą m.in.:
- w każdym bądź razie (zbicie w jedno powiedzenie zwrotów „w każdym razie” i „bądź co bądź”)
- na wskutek (złączenie w jeden zwrot wyrażeń przyimkowych „na skutek” i „wskutek”)
- dzięki bardzo (zamiana słów pomiędzy „dziękuję bardzo” i „wielkie dzięki”)
- zawieszenie ognia (zamiana słów w kolokacjach „zawieszenie broni” i „wstrzymanie ognia”)[3]
- pełnić rolę (przeniesienie czasownika z frazeologizmu „pełnić funkcję” do „grać/odgrywać rolę”)
- wywrzeć piętno (przeniesienie czasownika z frazeologizmu „wywrzeć nacisk” do „odcisnąć piętno”)
- przykładać do czegoś wagę (przeniesienie czasownika z idiomu „przykładać do czegoś miarę” do „przywiązywać do czegoś wagę”)[4]

Z perspektywy normatywnego podejścia do języka kontaminacje są przeważnie oceniane negatywnie. Nieliczne konstrukcje skontaminowane (np. pełnić rolę zamiast pełnić funkcję) uzyskują akceptację na poziomie normy językowej.